# 하이어워사 서비스
하이어워사 서비스(영어: Hiawatha Service)는 미국 일리노이주 시카고 유니언 역에서 위스콘신주 밀워키 인터모델 역까지 운행되는 도시철도 열차이며, 줄여서 '하이어워사'로도 불린다.

## 개요
이 열차는 암트랙의 노선 중 뉴헤이번 스프링필드 선을 따라 운행하는 뉴헤이번 스프링필드 셔틀 다음으로 두 번째로 길이가 짫은 노선으로 2011년 통계에서 838,355명이 이 노선을 이용했다. 이는 2010년 기준으로 연간 4.7%가 늘어났다.

## 운행 노선

암트랙 하이어워사 서비스 노선도 (interactive map)

## 사진

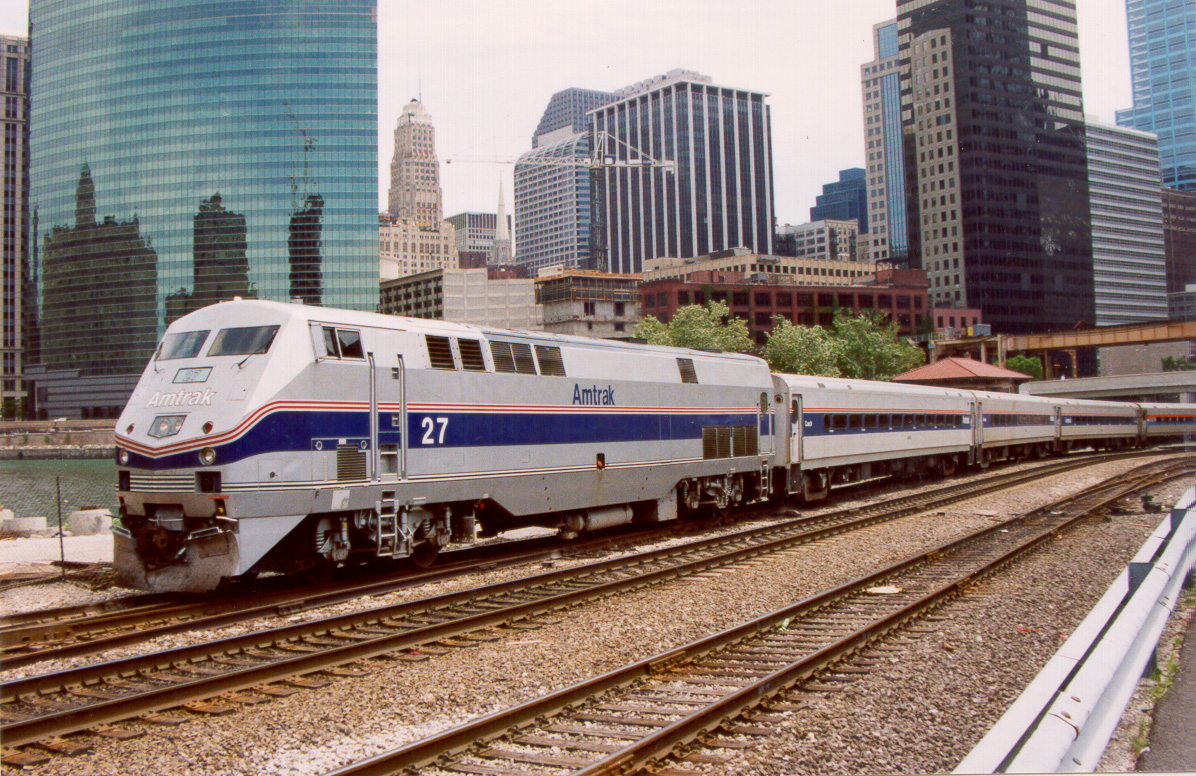
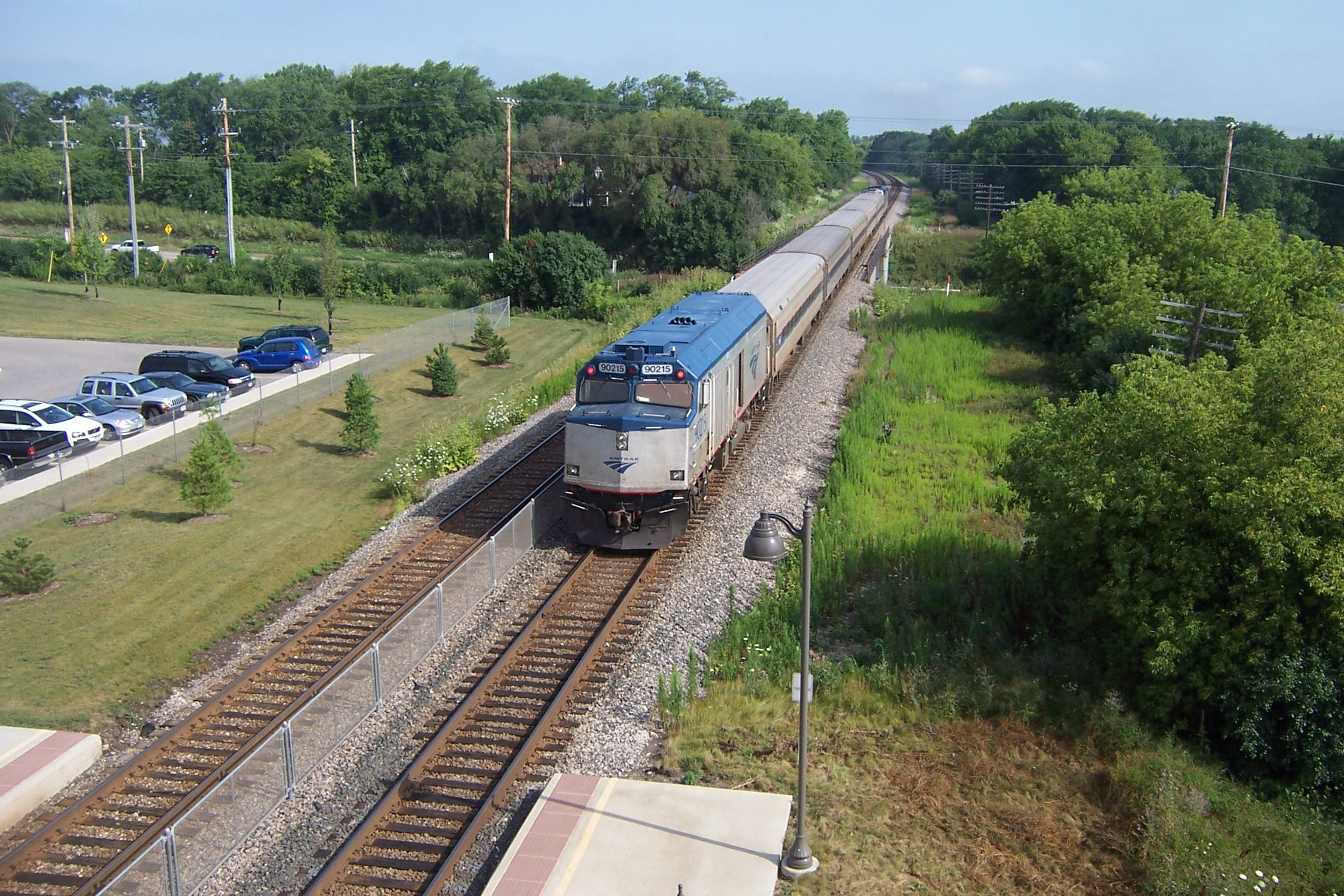
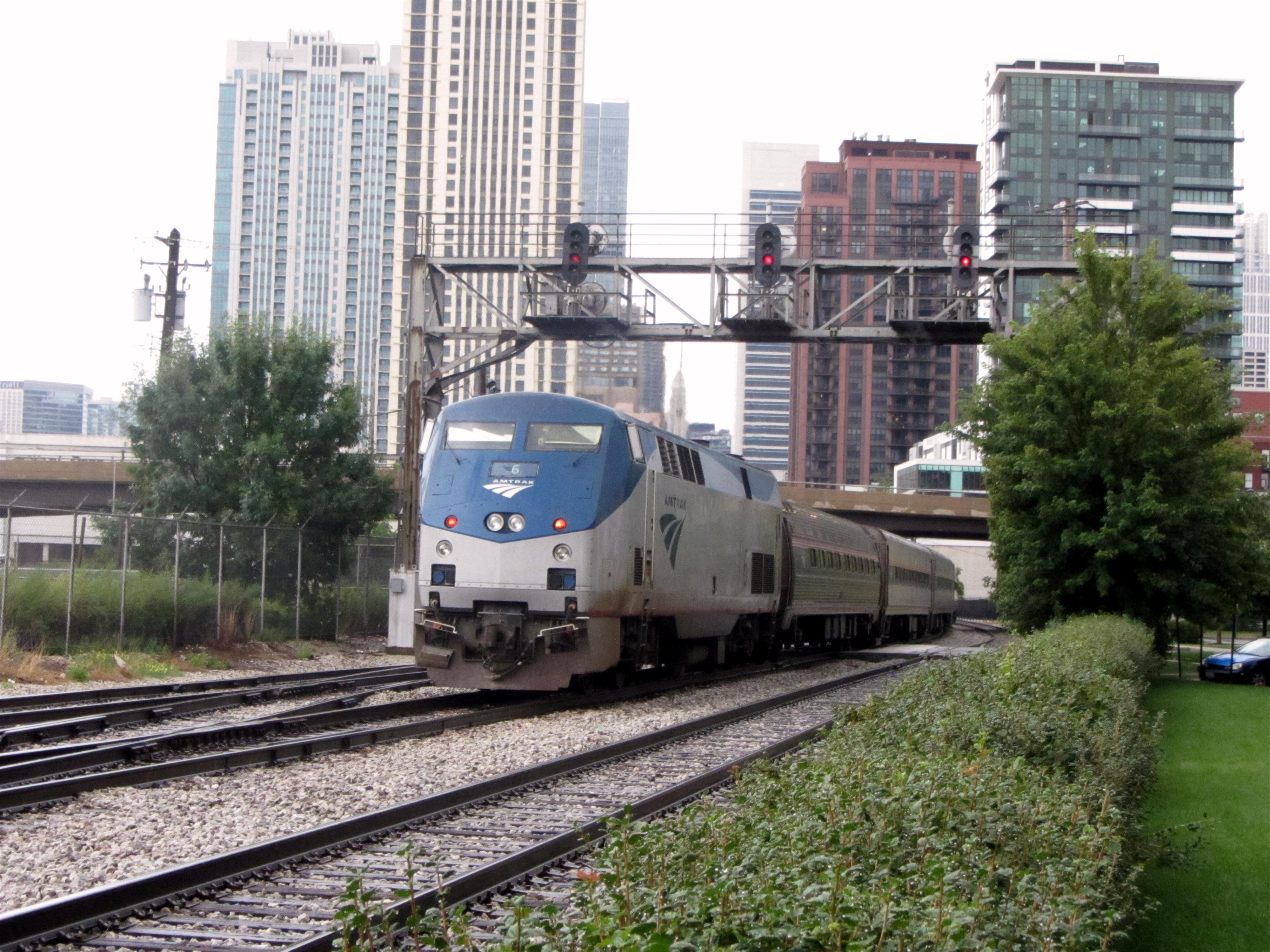
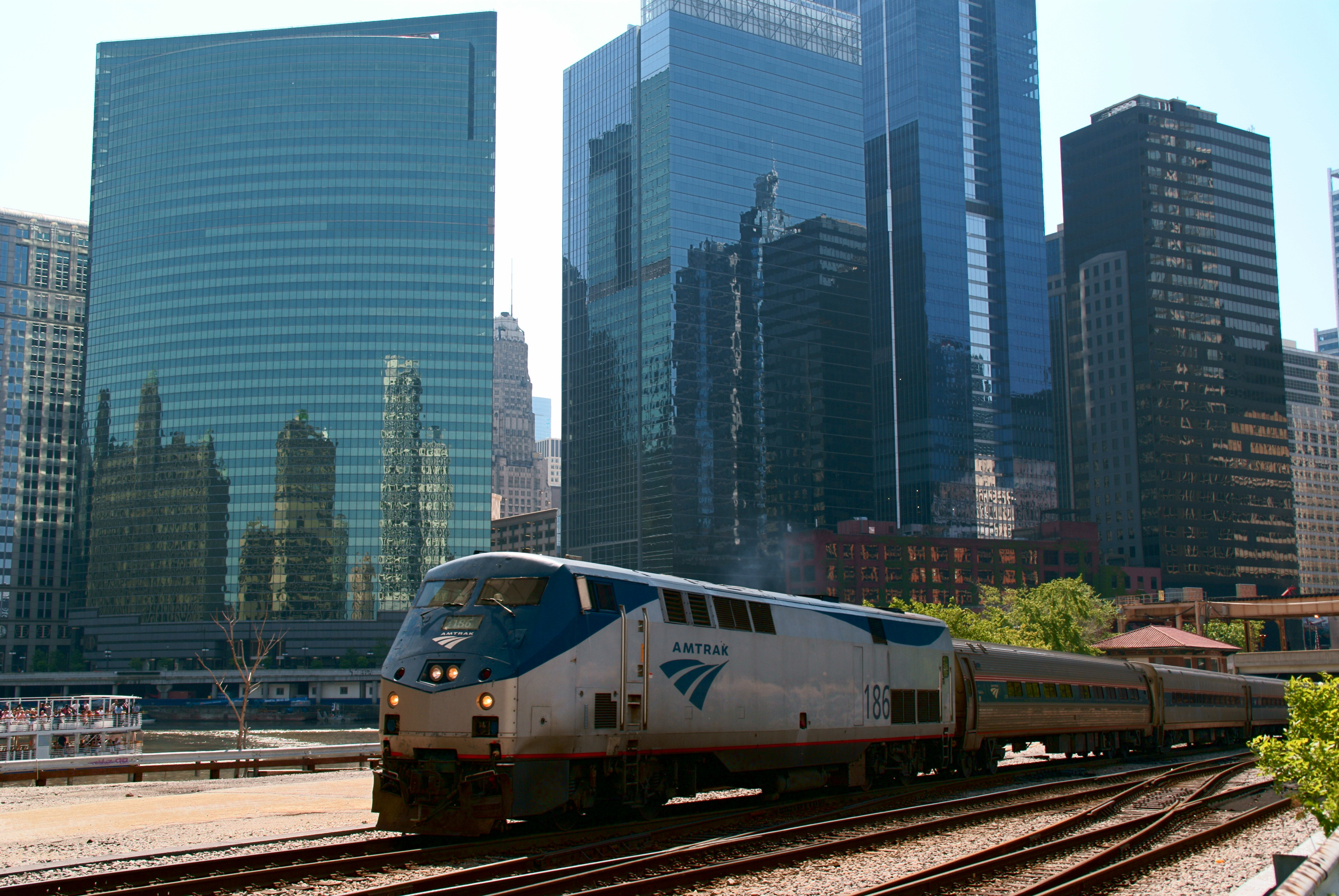
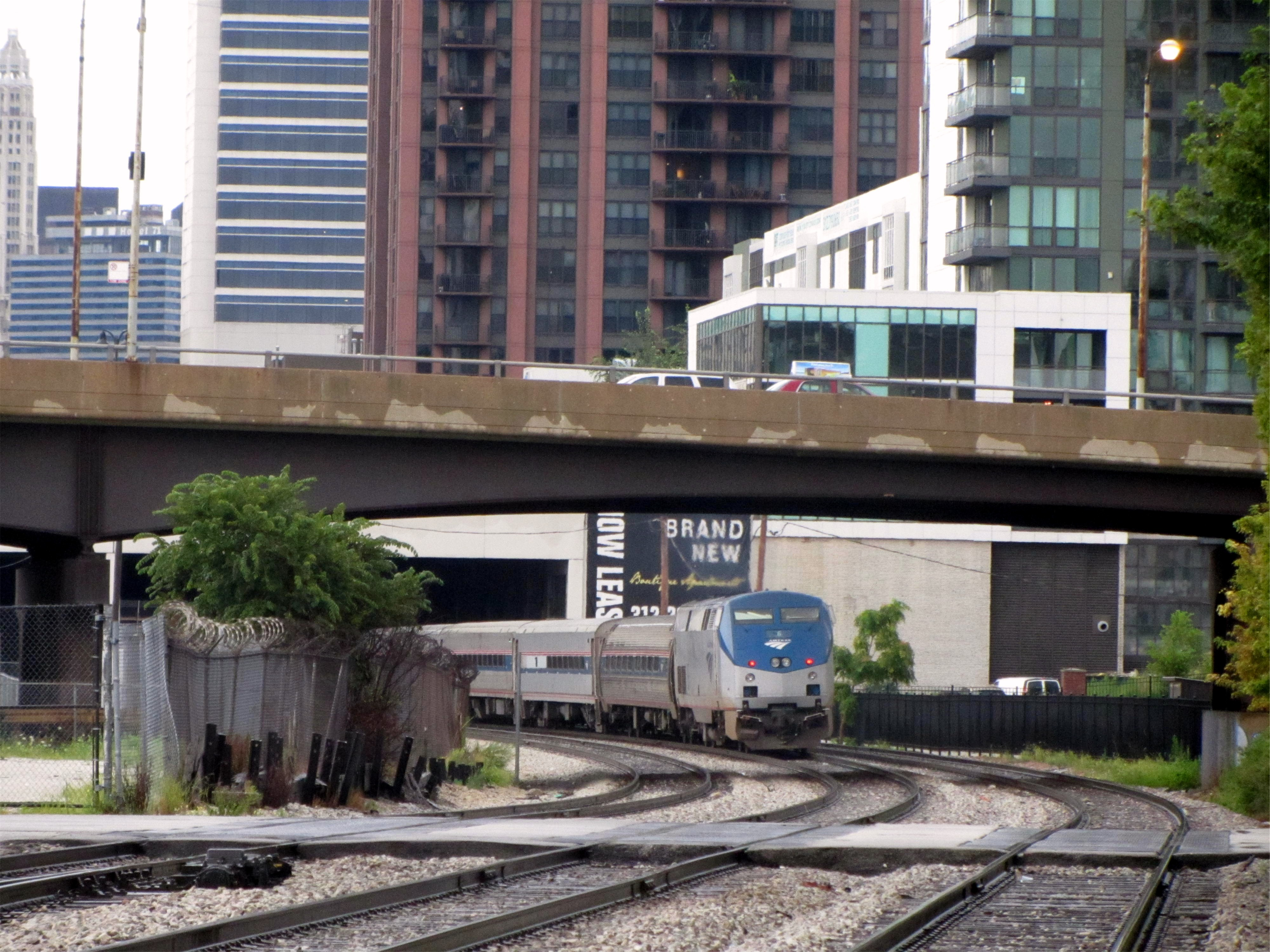